# Таймеєво
Тайме́єво (рос. Таймеево, башк. Таймый) — село у складі Салаватського району Башкортостану, Росія. Адміністративний центр Таймеєвської сільської ради.
Населення — 633 особи (2010; 706 в 2002).
Національний склад:
- татари — 76 %

## Видатні уродженці
- Гірфанов Вакіль Калеєвич — агробіолог, доктор сільськогосподарських наук, професор, Заслужений діяч науки РРФСР, Башкирської АРСР, Голова Верховної Ради Башкирської АРСР.